# Medavia
Medavia, ufficialmente Mediterranean Aviation Company Limited, è una compagnia aerea maltese basata all'Aeroporto Internazionale di Malta. Opera voli charter nel bacino del Mediterraneo e voli di supporto per l'industria petrolifera del nordafrica. Oltre a Malta, la compagnia è basata anche all'Aeroporto di Tripoli in Libia. Nel 2007 Medavia impiegava circa 170 dipendenti.

## Storia
La compagnia fu registrata nel 1978 a Malta ed iniziò le operazioni l'anno seguente con una flotta di 4 CASA C-212 Aviocar. Nata come compagnia charter, negli anni seguenti ha iniziato anche ad offrire servizi di manutenzione per aeromobili. Nel 2011 gli aeromobili Medavia furono impiegati dall'ONU e dalla Croce Rossa Internazionale per portare aiuti umanitari in Libia e nel 2012 la compagnia si occupò della manutenzione di 2 Dassault Mirage F1 che disertarono dalla guerra civile libica.
La Medavia è di proprietà di una società mista composta dalla Libyan Arab Maltese Holding (51%), Air Malta (25%) e la Libyan Arab Foreign Investment (24%).

## Infrastruttura
Gli aeromobili della Medavia per i primi anni operarono dagli hangar della Air Malta. Negli anni 1993-94 la compagnia si trasferì nel nuovo hangar Medavia costruito sul piazzale di sosta Safi (appartenuto al vecchio aeroporto di Safi della RAF). Nel 2011 è stata costruita una nuova via di rullaggio (Taxiway Bravo) per collegare il piazzale Safi alla pista principale dello scalo maltese e la vecchia via di rullaggio, risalente al 1978, che collegava il piazzale con la pista è stata dismessa ed oggi viene usata come strada comunale con il nome Triq Carmelo Caruana.

## Flotta
Al marzo 2008 la flotta di Medavia è composta dai seguenti velivoli:
| Aereo              | Totale | Ordini |
| ------------------ | ------ | ------ |
| Bombardier Dash 8  | 3      | -      |
| CASA C-212 Aviocar | 2      | -      |
| Beechcraft 1900    | 2      | -      |
| Dornier Do 328     | 1      | -      |
| Totale             | 8      | 0      |